# Otto Stiel
Otto Stiel – XVII-wieczny kapitan floty kurlandzkiej, komendant fortów i gubernator kurlandzkich kolonii w Gambii w latach 1655–1659 i ponownie 1660–1661.
W 1655 roku zmienił Heinricha Focka na stanowisku kurlandzkiego gubernatora w Gambii. W 1659 roku, kiedy kurlandzki książę Jakub Kettler przebywał w szwedzkiej niewoli, Otto Stiel odmówił oddania fortu na Wyspie James próbującemu przejąć kurlandzkie posiadłości amsterdamskiemu oddziałowi Holenderskiej Kompanii Wschodnioindyjskiej. Holendrzy przekupili jednak załogę fortu i zdobyli wyspę. Otto Stiel otrzymał wówczas możliwość bezpiecznego powrotu do Kurlandii. Już na początku 1660 roku fort zdobyli jednak piraci w służbie Szwecji i odsprzedali go z powrotem Holenderskiej Kompanii Wschodnioindyjskiej, tym razem jednak jej oddziałowi w Groningen. Kupcy z Groningen, prawdopodobnie nie znając wcześniejszego rozwoju wypadków, nie uznali jednak transakcji i dalej traktowali tereny w Gambii jako własność kurlandzką. Poinformowany o tym Otto Stiel, przebywający już wówczas w Holandii, natychmiast udał się z powrotem nad rzekę Gambia. Próbujący odzyskać wyspę Holendrzy napotkali na zbrojny opór władców lokalnych afrykańskich królestw, utrzymujących dobre stosutki z Kurlandczykami, i Otto Stiel pozostał komendantem na wyspie. Jego zarząd nad kurlandzkimi koloniami został jednak przerwany 19 marca 1661 roku, kiedy posiadłości te po kilkudniowej walce zajęli Anglicy pod wodzą Roberta Holmesa.